# Olivetti Elettrosumma 23
La Elettrosumma 23 è una addizionatrice elettromeccanica realizzata dalla Olivetti.
Progettata da Teresio Gassino per la parte meccanica e Ettore Sottsass per il design.

## Caratteristiche
Da un punto di vista costruttivo, si trattava di macchine estremamente complesse, ma di realizzazione economica.
La macchina tecnologicamente deriva della Olivetti Elettrosumma 22, la cui meccanica era progettata da Natale Capellaro, rispetto alla quale ha capacità e velocità di calcolo superiori.
Questa macchina addizionatrice poteva svolgere oltre alla addizioni e alle sottrazioni, anche le moltiplicazioni.